# Lizzia blondina
Lizzia blondina is een hydroïdpoliep uit de familie Rathkeidae. De poliep komt uit het geslacht Lizzia. Lizzia blondina werd in 1848 voor het eerst wetenschappelijk beschreven door Forbes. 